# پل دولان
پل دولان (به انگلیسی: Paul Dolan) استاد علوم رفتاری در گروه علوم روان‌شناسی و رفتاری در دانشکده اقتصاد و علوم سیاسی لندن است.

## کتاب شادکامی
در سال ۱۴۰۱ کتابی با عنوان «شادکامی» از پل دولان با موضوع جستجوی خوشبختی و هدفمندی در زندگی روزمره به فارسی ترجمه و توسط انتشارات ترجمان علوم انسانی منتشر شد. او در این کتاب ابتدا مفهوم شادکامی و علل آن را واکاوی می‌کند و جایگاه خوشی و هدفمندی را در این مفهوم برجسته می‌سازد. سپس، در بخش دوم کتاب، سه مرحلهٔ پیاده‌سازی شادکامـی، یعنی تصمیم‌گیری، طراحی و انجام‌دادن، را توضیح می‌دهد و راه‌هایی پیشنهاد می‌دهد که بتوانیم زندگی خود را به شکلی تازه بازسازی کنیم.